# Paracroria griseocincta
Paracroria griseocincta là một loài bướm đêm trong họ Noctuidae.